# Campionati svedesi di sci alpino 2019
I Campionati svedesi di sci alpino 2019 si sono svolti a Åre e Sälen dal 28 marzo al 16 aprile. Il programma ha incluso gare di discesa libera, supergigante, slalom gigante e slalom speciale, tutte sia maschili sia femminili.
Trattandosi di competizioni valide anche ai fini del punteggio FIS, vi hanno partecipato anche sciatori di altre federazioni, senza che questo consentisse loro di concorrere al titolo nazionale svedese. 

## Risultati

### Uomini

#### Discesa libera
| Pos. | Atleta                   | Nazione  | Tempo   |
| ---- | ------------------------ | -------- | ------- |
| 1    | Olle Sundin              | Svezia   | 1:47,39 |
| 2    | Markus Nordgård Fossland | Norvegia | 1:47,48 |
| 3    | Johan Hagberg            | Svezia   | 1:47,65 |
| 3    | Stian Saugestad          | Norvegia | 1:47,65 |
| 5    | Tobias Hedström          | Svezia   | 1:47,74 |
| 6    | Zack Monsén              | Svezia   | 1:48,09 |
| 7    | Mattias Rönngren         | Svezia   | 1:48,50 |
| 8    | Malte Lindberg           | Svezia   | 1:48,84 |
| 9    | Magnus Sande Graff       | Norvegia | 1:48,97 |
| 10   | Mads Larsen              | Norvegia | 1:49,02 |

Data: martedì 16 aprile 2019

Località: Åre

Ore: 

Pista: 

Partenza: 812 m s.l.m.

Arrivo: 396 m s.l.m.

Dislivello: 416 m

Tracciatore: 

#### Supergigante
| Pos. | Atleta                   | Nazione  | Tempo   |
| ---- | ------------------------ | -------- | ------- |
| 1    | Mattias Rönngren         | Svezia   | 1:01,16 |
| 2    | Markus Nordgård Fossland | Norvegia | 1:02,48 |
| 3    | Zack Monsén              | Svezia   | 1:02,60 |
| 4    | Malte Lindberg           | Svezia   | 1:02,63 |
| 5    | Odin Hjartarson          | Svezia   | 1:02,71 |
| 6    | Olle Sundin              | Svezia   | 1:02,98 |
| 7    | David Fredrikson         | Svezia   | 1:03,02 |
| 8    | Wilhelm Sandin Vänje     | Svezia   | 1:03,17 |
| 9    | Mads Larsen              | Norvegia | 1:03,55 |
| 10   | Jonas Barsch             | Svezia   | 1:03,83 |

Data: lunedì 15 aprile 2019

Località: Åre

Ore: 

Pista: 

Partenza: 812 m s.l.m.

Arrivo: 396 m s.l.m.

Dislivello: 416 m

Tracciatore: Peter Lind

#### Slalom gigante
| Pos. | Atleta                    | Nazione  | Tempo   |
| ---- | ------------------------- | -------- | ------- |
| 1    | Mattias Rönngren          | Svezia   | 1:55,97 |
| 2    | Simen Ramberg Christensen | Norvegia | 1:56,54 |
| 3    | Joachim Jagge Lindstøl    | Norvegia | 1:56,57 |
| 4    | Mikkel Solbakken          | Norvegia | 1:56,81 |
| 5    | Axel Lindqvist            | Svezia   | 1:56,86 |
| 6    | Tobias Hedström           | Svezia   | 1:56,90 |
| 7    | Jesper Brändholm          | Svezia   | 1:57,03 |
| 8    | Olle Sundin               | Svezia   | 1:57,05 |
| 9    | Anthon Cassman            | Svezia   | 1:57,15 |
| 10   | Filip Steinwall           | Svezia   | 1:57,18 |

Data: martedì 9 aprile 2019

Località: Sälen

1ª manche:

Ore: 

Pista: 

Partenza: 859 m s.l.m.

Arrivo: 603 m s.l.m.

Dislivello: 256 m

Tracciatore: Magnus Larsson

2ª manche:

Ore: 

Pista: 

Partenza: 859 m s.l.m.

Arrivo: 603 m s.l.m.

Dislivello: 256 m

Tracciatore: Walter Girardi

#### Slalom speciale
| Pos. | Atleta                 | Nazione  | Tempo   |
| ---- | ---------------------- | -------- | ------- |
| 1    | Carl Jonsson           | Svezia   | 1:46,40 |
| 2    | Mattias Rönngren       | Svezia   | 1:46,64 |
| 3    | Mathias Tefre          | Norvegia | 1:46,91 |
| 4    | Tobias Hedström        | Svezia   | 1:47,05 |
| 5    | Filip Vennerström      | Svezia   | 1:47,28 |
| 6    | Gustav Lundbäck        | Svezia   | 1:47,55 |
| 7    | Oscar Holmgren         | Svezia   | 1:48,75 |
| 8    | Jesper Brändholm       | Svezia   | 1:49,00 |
| 9    | Dan-Axel Grahn         | Svezia   | 1:49,08 |
| 10   | Patrick Haugen Veisten | Norvegia | 1:49,45 |

Data: giovedì 28 marzo 2019

Località: Åre

1ª manche:

Ore: 

Pista: 

Partenza: 582 m s.l.m.

Arrivo: 396 m s.l.m.

Dislivello: 186 m

Tracciatore: Helmut Grassl

2ª manche:

Ore: 

Pista: 

Partenza: 582 m s.l.m.

Arrivo: 396 m s.l.m.

Dislivello: 186 m

Tracciatore: Petter Robertsson

### Donne

#### Discesa libera
| Pos. | Atleta             | Nazione | Tempo   |
| ---- | ------------------ | ------- | ------- |
| 1    | Lisa Hörnblad      | Svezia  | 1:51,61 |
| 2    | Louise Myrling     | Svezia  | 1:53,53 |
| 3    | Fanny Axelsson     | Svezia  | 1:54,16 |
| 4    | Maja Malmgren      | Svezia  | 1:56,79 |
| 5    | Alice Fortkord     | Svezia  | 1:57,11 |
| 6    | Kathrine Karlsson  | Svezia  | 1:58,90 |
| 7    | Eira Hjartardottir | Svezia  | 2:01,35 |

Data: martedì 16 aprile 2019

Località: Åre

Ore: 

Pista: 

Partenza: 812 m s.l.m.

Arrivo: 396 m s.l.m.

Dislivello: 416 m

Tracciatore: 

#### Supergigante
| Pos. | Atleta           | Nazione | Tempo   |
| ---- | ---------------- | ------- | ------- |
| 1    | Lisa Hörnblad    | Svezia  | 1:04,80 |
| 2    | Liv Ceder        | Svezia  | 1:05,22 |
| 3    | Jonna Luthman    | Svezia  | 1:05,56 |
| 4    | Tyra Löthman     | Svezia  | 1:05,85 |
| 5    | Hedda Martelleur | Svezia  | 1:05,90 |
| 6    | Karolin Edfalk   | Svezia  | 1:06,64 |
| 7    | Alexandra Bauer  | Svezia  | 1:07,35 |
| 8    | Siri Browaldh    | Svezia  | 1:07,54 |
| 9    | Klara Persson    | Svezia  | 1:08,33 |
| 10   | Alice Fortkord   | Svezia  | 1:09,02 |

Data: lunedì 15 aprile 2019

Località: Åre

Ore: 

Pista: 

Partenza: 812 m s.l.m.

Arrivo: 396 m s.l.m.

Dislivello: 416 m

Tracciatore: Peter Lind

#### Slalom gigante
| Pos. | Atleta               | Nazione  | Tempo   |
| ---- | -------------------- | -------- | ------- |
| 1    | Sara Rask            | Svezia   | 2:01,88 |
| 2    | Ylva Stålnacke       | Svezia   | 2:03,03 |
| 3    | Lisa Hörnblad        | Svezia   | 2:03,75 |
| 4    | Sara Hector          | Svezia   | 2:03,92 |
| 5    | Kristiane Bekkestad  | Norvegia | 2:04,43 |
| 6    | Emelie Henning       | Svezia   | 2:04,58 |
| 7    | Jonna Luthman        | Svezia   | 2:04,90 |
| 8    | Anna Swenn Larsson   | Svezia   | 2:05,09 |
| 9    | Magdalena Fjällström | Svezia   | 2:05,15 |
| 10   | Evelina Fredricsson  | Svezia   | 2:05,31 |

Data: martedì 9 aprile 2019

Località: Sälen

1ª manche:

Ore: 

Pista: 

Partenza: 859 m s.l.m.

Arrivo: 603 m s.l.m.

Dislivello: 256 m

Tracciatore: Anders Andersson

2ª manche:

Ore: 

Pista: 

Partenza: 859 m s.l.m.

Arrivo: 603 m s.l.m.

Dislivello: 256 m

Tracciatore: Laban Nilsson

#### Slalom speciale
| Pos. | Atleta               | Nazione  | Tempo   |
| ---- | -------------------- | -------- | ------- |
| 1    | Anna Swenn Larsson   | Svezia   | 1:52,18 |
| 2    | Kristiane Bekkestad  | Norvegia | 1:52,52 |
| 3    | Emelie Wikström      | Svezia   | 1:52,92 |
| 4    | Magdalena Fjällström | Svezia   | 1:53,13 |
| 5    | Ida Dannewitz        | Svezia   | 1:54,26 |
| 6    | Sara Rask            | Svezia   | 1:54,34 |
| 7    | Sara Hector          | Svezia   | 1:54,77 |
| 8    | Charlotta Säfvenberg | Svezia   | 1:55,78 |
| 9    | Ylva Stålnacke       | Svezia   | 1:55,96 |
| 10   | Lisa Hörnblad        | Svezia   | 1:56,18 |

Data: giovedì 28 marzo 2019

Località: Åre

1ª manche:

Ore: 

Pista: 

Partenza: 582 m s.l.m.

Arrivo: 396 m s.l.m.

Dislivello: 186 m

Tracciatore: Jörgen Ollas

2ª manche:

Ore: 

Pista: 

Partenza: 582 m s.l.m.

Arrivo: 396 m s.l.m.

Dislivello: 186 m

Tracciatore: Matias Eriksson